# Ашкадарово
Ашкада́рово (рос. Ашкадарово, башк. Ашкаҙар) — присілок у складі Зілаїрського району Башкортостану, Росія. Входить до складу Сабировської сільської ради.
Населення — 169 осіб (2010; 169 в 2002).
Національний склад:
- башкири — 98%